# Falcileptoneta tofacea
Falcileptoneta tofacea är en spindelart som beskrevs av Takeo Yaginuma 1972. Falcileptoneta tofacea ingår i släktet Falcileptoneta och familjen Leptonetidae. Inga underarter finns listade i Catalogue of Life.